# Wenzel Uswald
Wenzel Uswald, auch Wentzel Uswald u. ä. († 5. Juli 1582), war ein leitender kursächsischer Beamter. Er ist seit 1557 als Amtsschösser des Amtes Chemnitz im Erzgebirge nachweisbar.

## Leben und Wirken
Die Biografie von Wenzel Uswald wurde nur wenig erforscht. 
1562 sorgte Uswald dafür, dass die Amtsdörfer im Amt Chemnitz wieder wie zu Klosterzeiten öffentliche Getreidemärkte abhalten konnten.
1569 konnte er den in Chemnitz wegen Ehebruch inhaftierten Lorenz Fischer nach Entscheidung der kurfürstlichen Kanzlei in Dresden gegen Zahlung einer Geldbuße von 30 Talern wieder auf freien Fuß setzen.
Sein Bruder Abraham Uswald wurde 1582 sein Nachfolger als Amtsschösser in Chemnitz.

## Familie
Seine Tochter Regina (1560–1623) heiratete den Chemnitzer Stadtrichter und Handelsmann Zacharias Neefe (* 24. Februar 1551 in Chemnitz; † 3. Mai 1595 ebenda).